# Steve Smyth
Steve Smyth és un cantautor anglòfon de Nova Gal·les del Sud: fill de missioners, Smyth passà la seua infància acompanyant els seus pares en missió evangèlica per tota Austràlia i, durant l'adolescència, viatjà per Amèrica, Àsia i Europa i va residir a Londres.
Fuster de professió, Smyth feia cases i esglésies de fusta i fins i tot les portes que ixen en la portada del seu segon àlbum, Exits: gravat als estudis d'Echo Park del baixiste Gus Seyffert amb el bateria Joey Waronker com a productor, va eixir el 5 de setembre de 2014. Entre octubre i novembre d'aquell any, Smyth hagué de suspendre alguns concerts de la roda de presentació del disc per Austràlia després de trencar-se la mandíbula en una rinya a Newtown (Sydney).
Steve Smyth ofereix concerts en solitari o amb la seva banda anomenada The Outlaws que varia de components depenent de la zona del món on actui, així a Austràlia l'acompanyen Wade Keighran al baix i Brock Fitgerald a la bateria mentre que a Europa Quico Tretze (Black Kiss Superstar) al baix i Oriol Planells (Exxasens, Red Mosquitos) a la bateria.
Des del 2011 ha estat combinant gires per terres australianes amb gires per la península ibèrica, on de la mà de la promotora Atmosfera13 i posteriorment de Low'n'High s'està fent un nom i cada cop és més conegut. Així, ha actuat amb èxit a ciutats com Barcelona, Palma, Madrid, Zamora, Leon, Gijón, Santander, València, Girona, Tarragona, Zaragoza i un llarg etcètera de poblacions. Cal destacar les seves actuacions al Festival Internacional de Benicàssim al 2011, al Low Festival 2015 i les dues participacions en el Estunart Festival sent el músic escollit per oferir el concert de cloenda del festival.
Actualment està residint a la ciutat de Barcelona i ha començat projectes musicals amb músics de la zona com en Pol Battle, Xarim Aresté o en Santi Garcia.

## Discografia
| • 'Diamonds Hearts Clubs Spades' (2005)                                                               |
| --- |
| 1. Señorita 2. Cigarettes & Alcohol 3. Burn a Candle 4. Song for her Blues 5. Where's my Baby Tonight |

| • '4 tracks' (2008)                                                                           |
| --------------------------------------------------------------------------------------------- |
| (Blood Records) 1. delilah 2. cocaine mountain 3. scarlet roses 4. the ballad of echo + limbo |

| • 'Release' (2011) |
| --- |
| (TeenAgeRiot Music) 1. Barbiturate Cowboy And His Dark Horses 2. Bar Made Blues 3. A Hopeless Feminist 4. Endless Nowdays 5. In A Place 6. Midnight In The Middle 7. No Man’s Land 8. Stay Young 9. There Is A Light 10. Too Much A Nuthin |

| • 'Exits' (2014) |
| --- |
| (Ivy League) 1. Get on 2. Shake It 3. Digital Heart 4. Paris 5. Desolation Point 6. South Land 7. Written or Spoken 8. Manuscripts 9. Drovers, Sailors, Traders 10. Le Passant 11. Reaperbahn |